# Ramón Berenguer II de Barcelona
Ramón Berenguer II (1053-la Perxa de l'Astor, en el Montseny, 1082), llamado Cabeza de Estopa (en catalán Cap d'Estopes) en alusión a su espesa cabellera de color rubio pajizo, fue conde de Barcelona, de Gerona, de Osona, de Carcasona y de Rasez entre 1076 y 1082.

## Biografía

### Linaje
Era hijo de Ramón Berenguer I y de Almodis de la Marca y hermano, probablemente mellizo, de Berenguer Ramón II. 

### Proclamación como Conde de Barcelona
El testamento de su padre establecía que Ramón Berenguer y su hermano debían gobernar en igualdad de condiciones aunque en realidad existían ciertos privilegios en favor del conde Cabeza de Estopa. En un momento determinado, Ramón Berenguer se vio obligado a repartir sus territorios con su hermano, reparto que prometió ante los obispos de Barcelona y Gerona, los vizcondes de estas ciudades y el vizconde de Cardona.

### Disputas con su hermano y mediación de la Iglesia
En el 1078, Ramón Berenguer entregó a su hermano como garantía del reparto las parias de Lérida y al rey Taifa de esta ciudad. Barcelona, Urgel y Lérida luchaban contra la Taifa de Saraqusta, cuyo ámbito de influencia retrocedió, tanto por la zona leridana como por la repoblación cristiana que llegaba hasta Torregrosa. En el 1079, la cuenca de Barberá estaba ya repoblada por cristianos.
A finales del 1077, el Papa Gregorio VII envió a Gerona su legado, Amat de Olorón, para dar impulso a sus ideas de reforma de la Iglesia. Es posible que Amat aprovechara su estancia en la ciudad para intentar que Ramón Berenguer y su hermano se reconciliaran, ya que su padre había dejado bajo tutela papal a su hijos en su testamento. En el 1079, el Pontífice escribió al obispo de Gerona solicitando que mediara entre los dos hermanos para poner fin a las disputas condales, conjuntamente con los abades de Ripoll, Sant Cugat del Vallés y Sant Ponç de Tomeres.
Ese mismo año, Ramón y Berenguer se reparten la ciudad de Barcelona, Castellvell y su marca, Olèrdola, Villafranca del Penedés, Vallmoll, Benviure, Gavá, Pallejá y otros dominios. Ambos hermanos convinieron residir de forma alternativa durante seis meses en el palacio condal. Las funciones soberanas quedaron indivisas, así como las rentas por juicios, mercados, moneda y unos patios en Barcelona.
Sin embargo, Berenguer siguió reclamando y en el 1080 obtuvo de su hermano la mitad del castillo de Barberá, del de la Bleda y de los condados de Carcasona y Rasés. Ramón se comprometió a compartir todas las futuras adquisiciones, incluyendo las naves que se construyeran y las que se compraran.

### Luchas con las taifas y El Cid

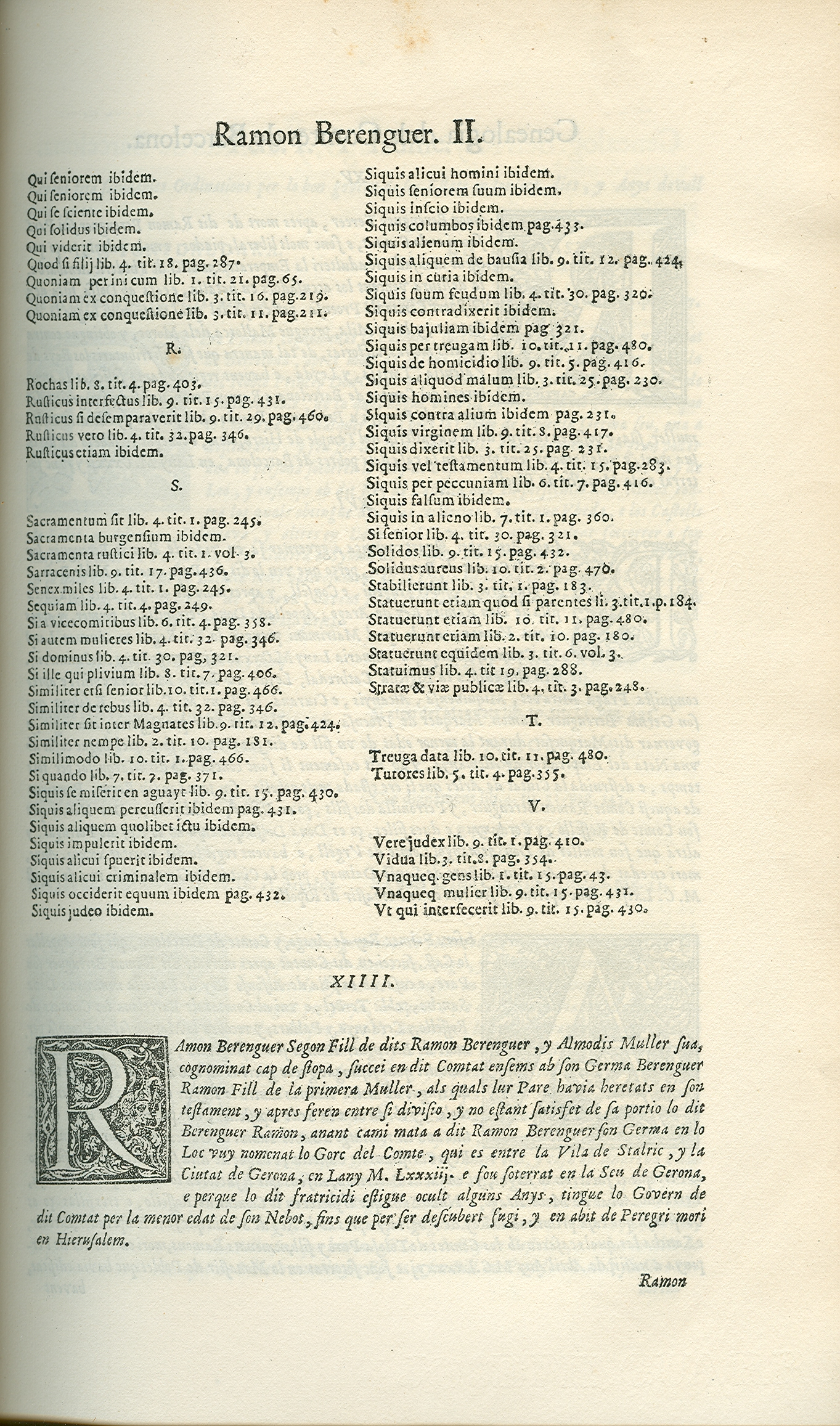
Genealogía de Ramón Berenguer II en las constituciones de Cataluña.

Acordaron también que la expedición prevista para el siguiente verano la realizarían conjuntamente. Finalmente esta expedición no se llevó a cabo, seguramente por los cambios que habían sufrido los reinos de taifa. Con ocasión de la preparación de esta empresa, Rodrigo Díaz de Vivar el Cid, enemistado con su rey Alfonso VI de León, se trasladó a Barcelona y ofreció su colaboración, que no fue aceptada. Acto seguido, quedó al servicio del rey Al-Muqtadir y de su hijo Al-Mutaman, reyes de la taifa de Zaragoza, mientras que el rey de Lérida se apoyaba en los navarros primero y en los condes de Barcelona después. Esto enfrentó a Berenguer Ramón con el Cid en la batalla de Almenar en el verano de 1082. Berenguer fue derrotado y hecho prisionero siendo liberado poco tiempo después, a cambio, seguramente, de un importante rescate.

### Asesinato
El 5 de diciembre de ese mismo año, Ramón Berenguer se dirigía a Barcelona atravesando el bosque de Perxa del Astor, actualmente dentro del término municipal de Gualba. Unos desconocidos, tal vez sus propios acompañantes, le asesinaron en ese bosque. Su cadáver fue trasladado a Gerona donde recibió sepultura. Su hermano, Berenguer Ramón II, fue acusado de este asesinato, por lo que posteriormente recibió el apodo de el Fratricida.

## Tumba de Ramón Berenguer II
Los restos de Ramón Berenguer II recibieron sepultura en la catedral de Gerona. El sepulcro fue colocado inicialmente en la galilea del templo, siendo trasladado al interior de la nueva nave gótica por orden del rey Pedro el Ceremonioso en 1385, quien hizo que fuese forrado con sobrecubiertas marmóreas y que se esculpiese y depositase encima una estatua yacente del conde. Asimismo, el rey mandó grabar una lápida con la siguiente inscripción:

En esta tumba yace el cuerpo del ilustre y poderoso barón señor Ramón Berenguer Conde de Barcelona, hijo del señor Ramón Berenguer Conde de Barcelona quien instituyó los Usatges, que por la cantidad y densidad de rizos encrespados fue llamado Cabeza de Estopa, y que, siendo herido, murió en la ciudad de Gerona el cinco de diciembre del año 1082 y fue sepultado en una tumba construida en la presente Seo en el exterior al lado de la puerta. Y posteriormente trasladado  por el ilustrísimo príncipe y señor Pedro tercero Rey de Aragón, octavo descendiente del mismo conde el día cinco de noviembre del año del Señor 1385 y quincuagésimo de su reinado".

Actualmente puede contemplarse el sarcófago sobre la entrada a la Capilla Conventual de la catedral, casi enfrente de donde se conservan los restos de su bisabuela Ermesenda de Carcasona.

### Controversia sobre el origen de las «barras de Aragón»

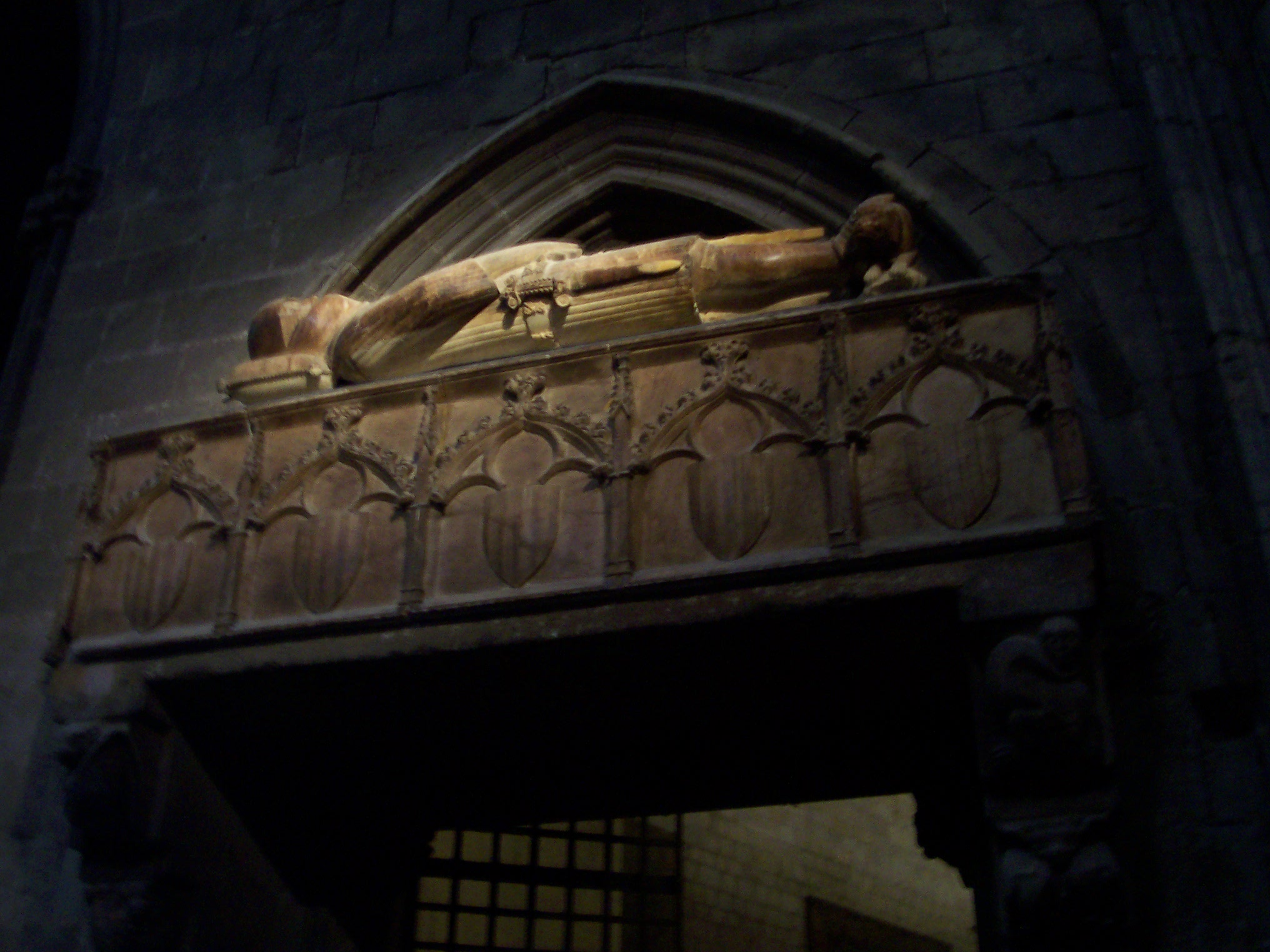
Sepulcro con los restos de Ramón Berenguer II, expuesto en la catedral de Gerona.

La tumba de Ramón Berenguer II fue hallada en 1982 en la catedral de Gerona, un sarcófago liso y rectangular cuya única decoración exterior, en buen estado de conservación, consiste en una sucesión de 17 tiras verticales de unos 5 cm, alternativamente rojas y doradas, identificadas con las armas tradicionales de la corona de Aragón.
Según algunos autores (Fluvià, Martín de Riquer...), este primitivo sarcófago de Gerona vendría a apoyar la tesis del origen catalán del escudo de armas, convertido o formando parte ya a finales del siglo XX, en el símbolo oficial de las comunidades autónomas de Aragón, Islas Baleares, Cataluña y Comunidad Valenciana, afirmando que el linaje condal de Barcelona tenía como emblema palos rojos sobre un fondo dorado con anterioridad a la unión del Condado de Barcelona con el Reino de Aragón y por tanto, antes incluso del nacimiento documentado de la heráldica en Europa Occidental (1141–1142). A partir de 1150, con Ramón Berenguer IV el Santo, se podrían apreciar los bastones en el escudo blocado de la representación ecuestre del conde.
La existencia del emblema de palos de oro y gules en la tumba original de Ramón Berenguer II es cuestionada por especialistas en heráldica y académicos como Alberto Montaner Frutos y Faustino Menéndez Pidal de Navascués, para quienes la decoración heráldica de la tumba es un añadido con motivo de su traslado en 1385 al interior de la Catedral de Gerona por iniciativa de Pedro IV de Aragón, por lo que la pintura aludida sería 300 años posterior, puesto que, según estos autores, es imposible que conservara la pintura a la intemperie en su emplazamiento original durante tres siglos. Por su parte, Francesca Español Bertrán, que estudió en profundidad el sepulcro, afirma que las pinturas «en ningún caso pueden ser contemporáneas al momento de su inhumación inicial».

## Matrimonio y descendencia
Contrajo matrimonio hacia el año 1075 con Mafalda de Apulia (1060-1108), hija de Roberto Guiscardo, Duque de Apulia y Calabria (1020-1085), y de su mujer Sikelgaita de Salerno (circa 1040-1090), y hermano aquel de Roger I de Sicilia (1089-1101), hijos ambos de Tancredo de Hauteville y de Fredesinda de Normandía. De este matrimonio nacieron:
- Ramón Berenguer III ( 1082-1131) el Grande, nacido pocos días antes del asesinato de su padre, heredero del Condado de Barcelona,
- Mafalda de Barcelona, casada con Arnau Guillem, vizconde de Fenollet.
- Almodis de Barcelona (1078-1150), casada con Bernat Amat, vizconde de Cardona.

| Predecesor: Ramón Berenguer I | Conde de Barcelona (junto a Berenguer Ramón II) 1076-1082             | Sucesor: Ramón Berenguer III |
| Predecesor: Ramón Berenguer I | Conde de Carcassona y de Rasez (junto a Berenguer Ramón II) 1076-1082 | Sucesor: Ramón Berenguer III |